# Caracoles (música)
Los caracoles son uno de los palos del flamenco. Proceden de las cantiñas bailables, concretamente de una cantiña denominada La caracolera, y su desarrollo está vinculado al Madrid de finales del siglo XIX. Distintos cantaores fueron añadiéndole tercios o fundiendo con ella otras cantiñas, pero se considera que José de Sanlúcar fue el primero en dar grandeza a este cante, antes de que Antonio Chacón se convirtiera en su mayor mantenedor y propagador. Después, cantaores como el Niño de Almadén (Jacinto Antolín Gallego, originario de Almadén, municipio de la Provincia de Ciudad Real - Castilla-La Mancha) mantuvieron este palo. También lo ejecutaron Gracia de Triana, Estrellita Castro, Antoñita Moreno y Rocío Dúrcal.
También se considera que son alegrías con incorporación de giros de mirabrás.
Hoy en día, es un cante muy en desuso.